# Maude Nugent
Maude Nugent (12 janvier 1873 ou 1874 - 3 juin 1958) est une chanteuse et compositrice américaine. 

## Biographie
Maude Nugent est née à Brooklyn, New York. 
Elle devient une chanteuse de vaudeville, chantant dans des lieux tels que le Théâtre Knickerbocker ou Tony Pastor's,.
En 1896, elle compose et écrit les paroles de Sweet Rosie O'Grady qui devient un standard, l'une des valses les plus populaires de l'époque. La chanson avait été initialement rejetée quand elle avait essayé de la vendre à l'éditeur de Tin Pan Alley, Joseph W. Stern & Co. Le partenaire de Stern, Edward Marks, raconte qu'ils avaient changé d'avis dès qu'elle avait quitté leur bureau, la pourchassant dans la rue pour faire une offre,. La partition de la chanson s'est vendue à plus d'un million d'exemplaires. En 1899, la chanson est enregistrée par Lil Hawthorne (en) pour Berliner Gramophone. 
Nugent continue à composer des chansons pendant un certain nombre d'années, mais aucune n'approche le succès de Rosie O'Grady. Nugent a interprété ses propres chansons et en a présentées beaucoup au public de cette manière. Elle a parfois collaboré avec son mari, le compositeur William Jerome.
Nugen prend sa retraite du spectacle à l'âge de 28 ans pour élever ses enfants. Cependant elle continue à écrire de la musique. Dans les années 1940 et 1950, les revues Gay Nineties deviennent populaires et Nugent recommence à se produire à la télévision.
Elle meurt le 3 juin 1958 à New York. 
Quelques lignes de Sweet Rosie O'Grady sont reprises dans la comédie musicale Hello Dolly! . 